# 板宿八幡神社
板宿八幡神社（いたやどやはたじんじゃ、いたやどはちまんじんじゃ）は、兵庫県神戸市須磨区板宿町にある神社。

## 祭神
主祭神
- 誉田別尊（ホンダワケノミコト）

配祀神
- 菅原道真（スガワラノミチザネ）
- 大日孁貴命（オオヒルメノミコト）

## 概要

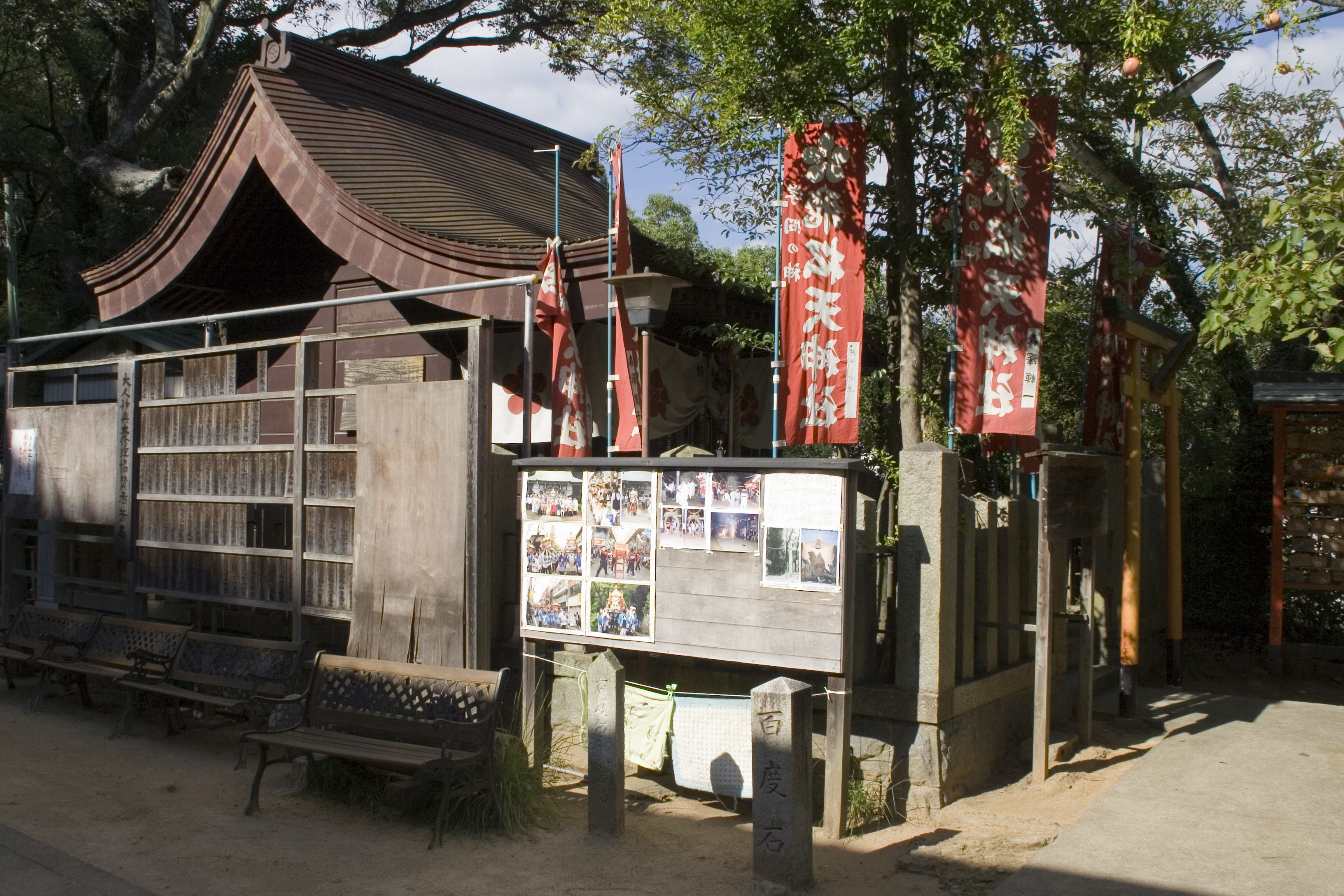
飛松天神社

左大臣藤原時平の讒言により大宰府に流された菅原道真は、九州に向かう途中のある夜、須磨の浦曲の風波が高かったため舟待ちすることになった。里人たちは現在の神社境内に板で作った簡単な宿を用意して道真をもてなした事が板宿の地名の由来とされている。道真が大宰府で亡くなった後、京都から松が道真を慕って飛んできたなどの伝説も残されている。
ただし、これらは後世の創作であり、本来の地名由来は板井戸村が転訛し板宿になったものと考えられている。このような伝説が生まれたのは、昌泰の変によって道真の息子が播磨国に遷された事が背景になっているものと思われる。
板宿の豪農である秋顕氏は平清盛の息子である宗盛の子孫とされているが、本来は古代豪族の石上氏より分れた秋顕氏が正しいものである。しかしながら平氏ではなく源氏の源頼朝に関わりの深い神社である。
本来は、長田から板宿にかけて鎮守神は長田神社であった。

## 歴史
- 永延元年（987年）1月、菅原道真と八幡大神を鎮守神として創紀。
- 明治40年（1907年）1月26日、明神町の無格社池ノ宮神社（大日孁女）を合祀。

合祀された池ノ宮神社は神功皇后征韓の時、この神の誨により敏馬山の木を伐って船を造り、凱旋の時にご神体を納めたという古社。
- 大正13年（1924年）に神社の北側の得能山古墳から、竪穴式石室が発見された[3]。

## 境内
- 飛松天神社　大正期に枯死した「飛松」の切り株を奉斎。

『摂津名所図会』に「菅神飛松　板宿村の山頭にあり。菅公筑紫へ趣きたまふ時、都よりここまで飛来しけるとぞ」とある。
- 稲荷神社　　船津加稲荷大神・富成稲荷大神・元延稲荷大神

## 現地情報
所在地
- 兵庫県神戸市須磨区板宿町3-15-25

交通アクセス
- 山陽電気鉄道板宿駅から下車後、徒歩約15分（北へ900m）

## その他
- 朱印帳などへの朱印の押印を願い出る際は事前に神社への電話連絡が必要である。